# Rosie Stephenson-Goodknight
Rosie Stephenson-Goodknight (nacida el 5 de diciembre de 1953) es miembro del consejo de administración de la Fundación Wikimedia. Es una editora estadounidense de Wikipedia que se destaca por sus intentos de abordar los prejuicios de género en la enciclopedia mediante la ejecución de un proyecto para aumentar la cantidad y calidad de las biografías de mujeres. Ha contribuido con más de 5,000 artículos nuevos, incluidas más de 1,500 biografías sobre mujeres notables. En 2014, fundó WikiProject Women Writers. En 2015, fue cofundadora de Wiki Women in Red, una iniciativa internacional en varios idiomas centrada en aumentar la cantidad y la calidad de los artículos de Wikipedia relacionados con las mujeres.

## Primeros años y carrera
Stephenson-Goodknight es de ascendencia serbia. Es nieta de Paulina Lebl-Albala, una feminista activa que fue presidenta de la Universidad de Mujeres de Yugoslavia. Es becaria visitante en Northeastern University (Boston). Tiene una licenciatura en Administración de Empresas, una Maestría en Administración de Empresas y un certificado de posgrado en Liderazgo Ejecutivo. En 2016, se retiró de su carrera como administradora en los sectores de salud y gobierno, donde se especializó en gestión de proyectos, gestión de contratos y adquisición de talento. Fue honrada como co-Wikimedian del año 2016 por el cofundador de Wikipedia, Jimmy Wales, por su trabajo relacionado con la lucha contra el acoso en Wikipedia y el aumento de su cobertura de mujeres notables. En 2018, fue nombrada caballero en Serbia, la tierra natal de sus antepasados, en parte debido a su trabajo en Wikipedia.